# Anthurium siccisilvarum
Anthurium siccisilvarum är en kallaväxtart som beskrevs av Kurt Krause. Anthurium siccisilvarum ingår i släktet Anthurium och familjen kallaväxter. Inga underarter finns listade.